# Hämeenkatu (Turku)
Hämeenkatu  est l'une des rues principales de Turku en Finlande.

## Présentation
La rue Hämeenkatu commence à l'intersection de Kiinamyllynkatu et se termine à l'intersection d'Aurakatu, Itäinen Rantakatu et Kaskenkatu, située sur les rives du fleuve Aurajoki.
En venant du centre-ville, Hämeenkatu se transforme en Hämeentie à l'intersection de Kiinamyllynkatu, qui est bordée par l'hôpital U du Centre hospitalier universitaire de Turku puis par l'hôpital T après le pont Hämeensilta qui enjambe la voie ferrée côtière. 
À l'intersection de Halistentie et Tammitie, Hämeentie est prolongée par la route nationale 10 menant à Hämeenlinna.

## Transports
Hämeenkatu est traversée par les lignes de bus 31, 32, 42, P1, 76, 79, 92, 93, 2, 6, 7, 9, 13, 28, 33, 60, 61, 2A, 55A et 2.

## Bâtiments de la rue
- Maison académique
- École supérieure de commerce
- Hopitaux U et T du Centre hospitalier universitaire
- Kåren

## Galerie

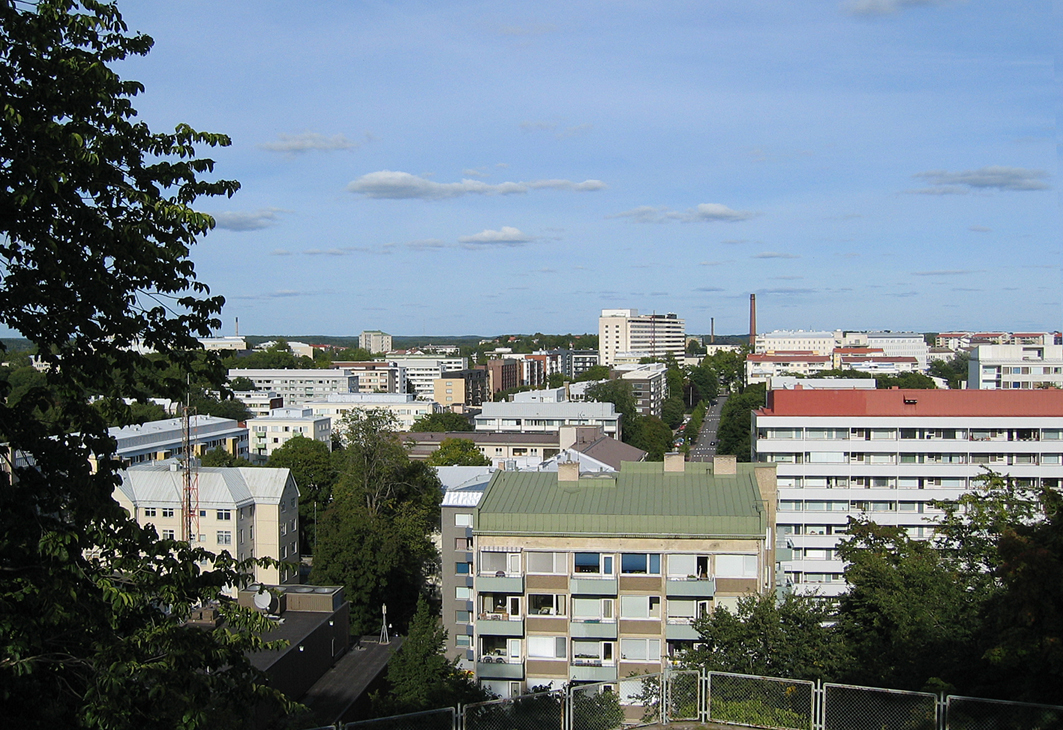
Vue de Vartiovuorenmäki. Bâtiments d'Hämeenkatu à gauche[1].
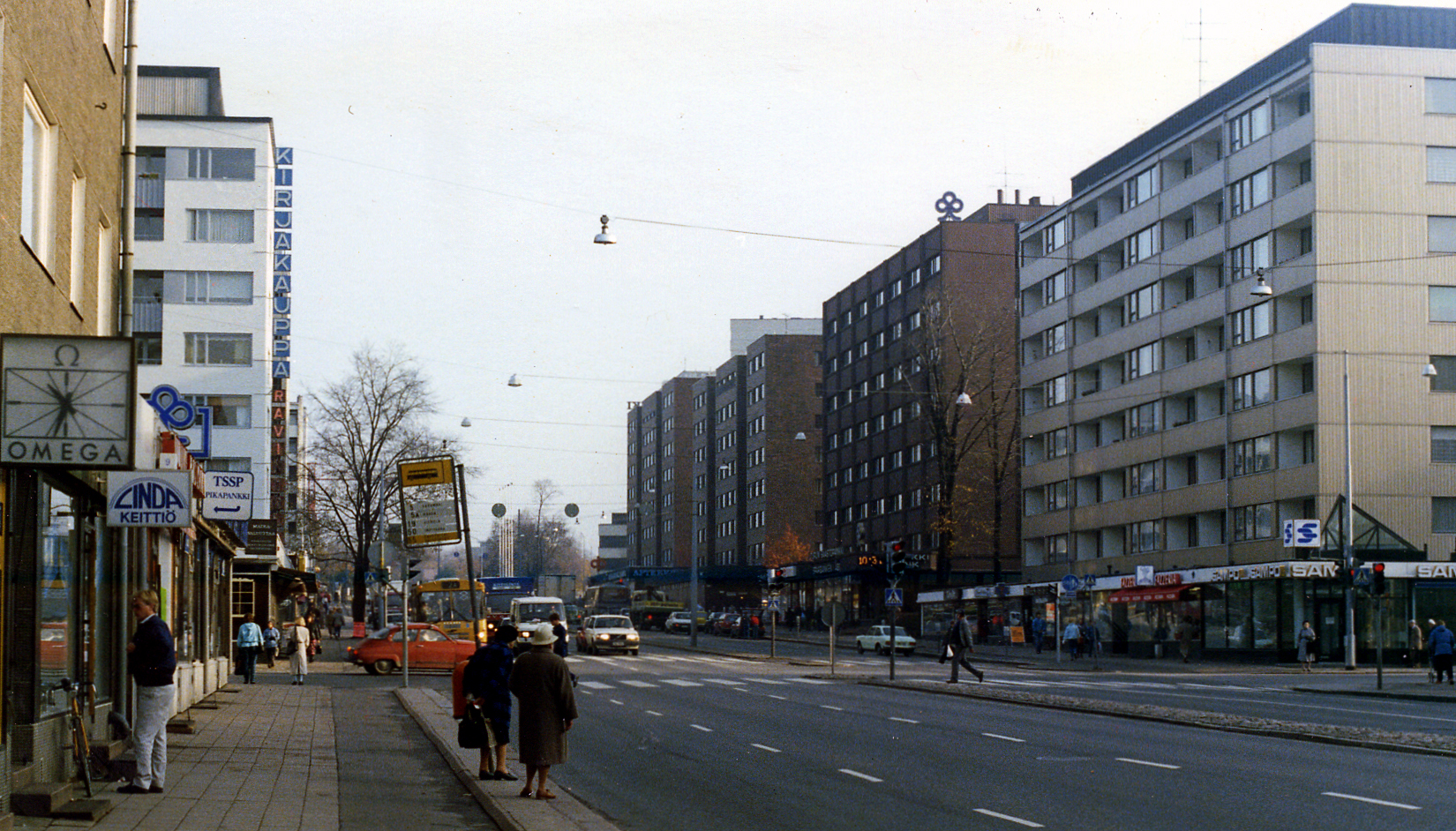
Hämeenkatu en 1987.
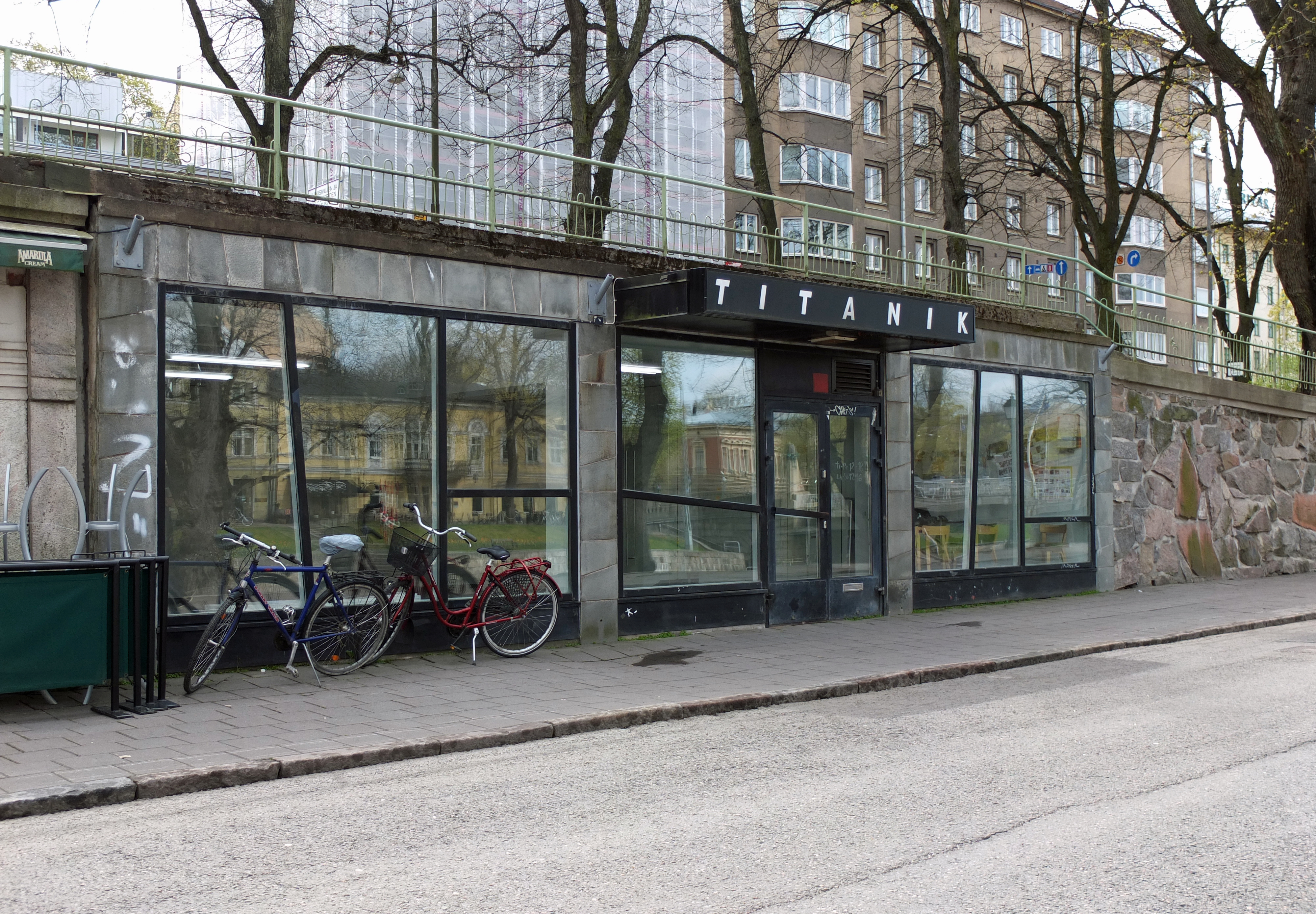
Galerie Titanik sous Hämeenkatu.
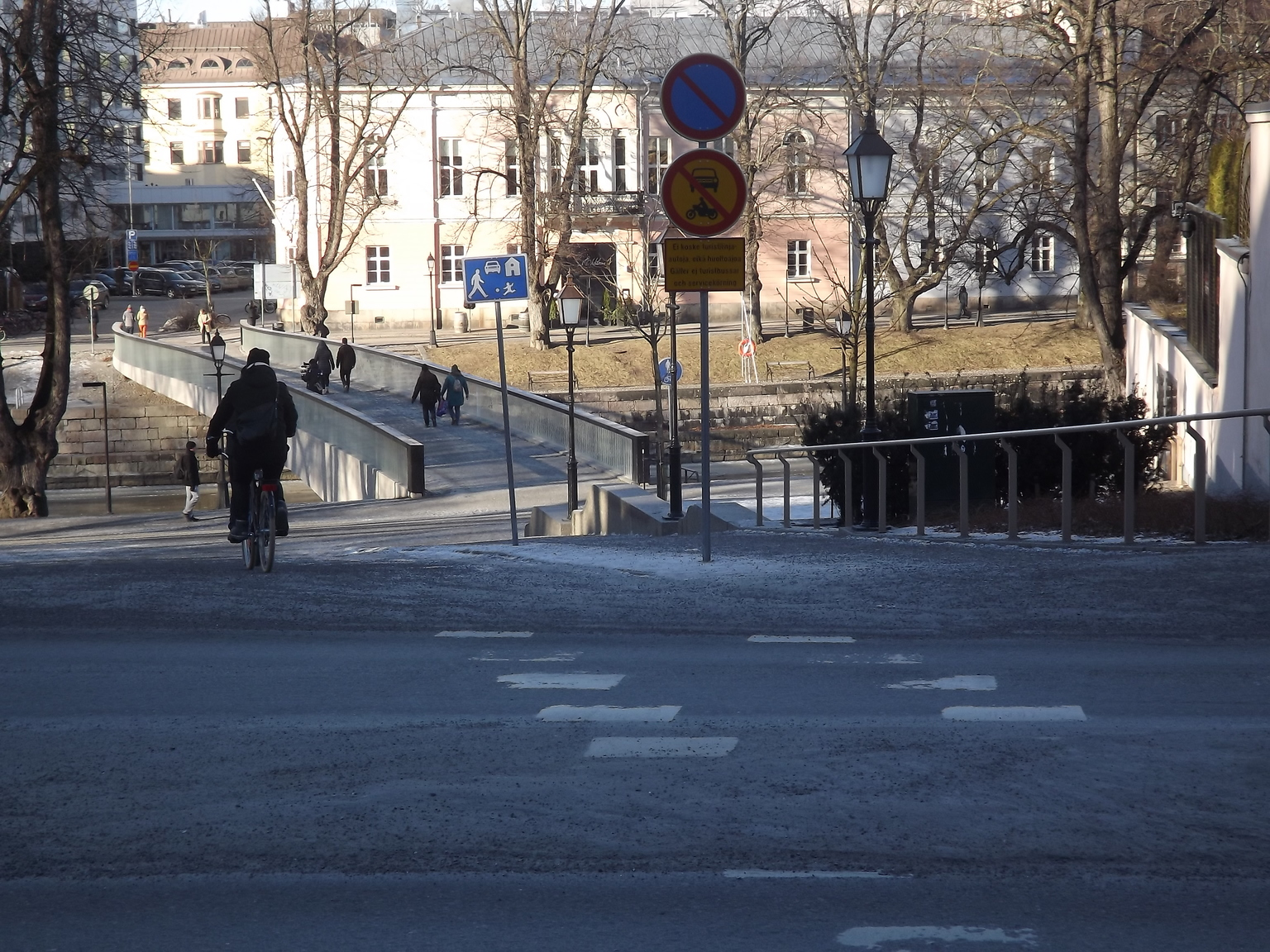
Pont de la bibliothèque vu d'Hämeenkatu.
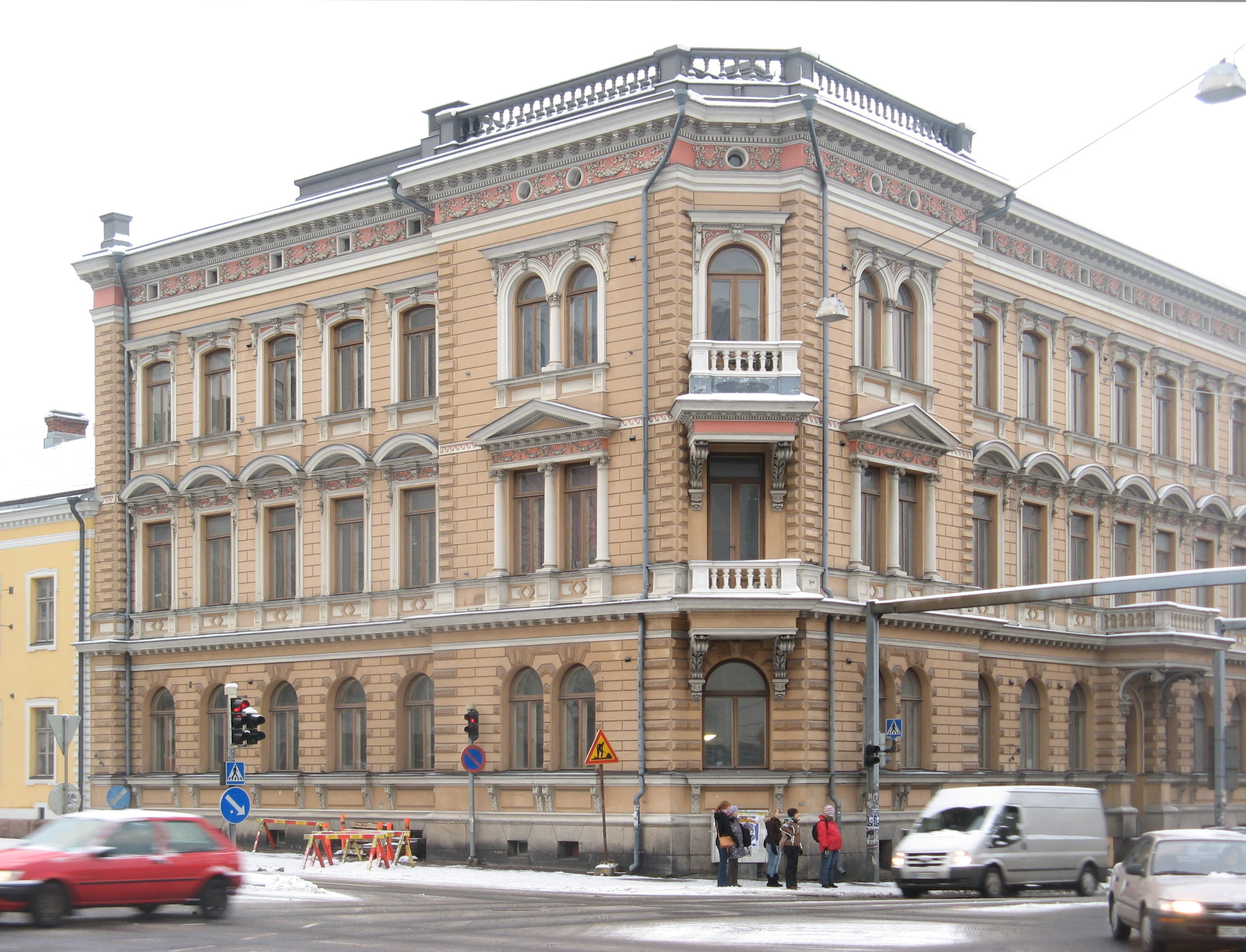
Manoir Juselius vu du coin de Hämeenkatu et d'Uudenmaankatu.